# Jonas de Bobbio
Jonas de Bobbio (ou Jonas de Suse, né vers 600 à Suse (Piémont) et mort vers 665) est un moine bénédictin et un hagiographe du VIIe siècle.

## Biographie
Il rejoignit en 618 le monastère de Bobbio fondé par Colomban de Luxeuil alors en disgrâce en Burgondie. Là, compte tenu de ses connaissances littéraires, rares pour l'époque, il devint secrétaire des abbés Atalla († 626) et Bertolphe († 639), deux proches collaborateurs du fondateur. En 628 il accompagna Bertolphe à Rome. Ce dernier le chargea d'écrire la biographie de saint Colomban, qui nous est parvenue sous ce simple titre : Vita Columbani.
Il partit certainement pour les Gaules à son retour, car sa biographie de l'abbé Eustache de Luxeuil (mort en 629), témoigne qu'il le connaissait personnellement.
Appelé par Amand de Maastricht pour le seconder dans sa tâche d'évangélisation de l'Austrasie, il rédigea une Hagiographie de Vaast d'Arras, le premier évêque franc d’Arras. C'est pour respecter une promesse faite aux moines de Bobbio lors d'une visite à l’abbaye en 639, il composa entre 640 et 643 son chef d’œuvre, la Vie de Colomban.
Il est d'ailleurs possible que Jonas ait été abbé de l'abbaye-double de Marchiennes. La vita de sainte Rictrude, qui fit de cette abbaye un monastère double avec l'aide de saint Amand, indique en effet que celui-ci nomma comme supérieur un certain Jonatus inhumé sur place. Plusieurs auteurs pensent qu'il pourrait s'agir de Jonas lui-même, puisqu'il collabora activement avec saint Amand dans la région,.
En 659, lorsque la reine Bathilde l'envoie en mission à Chalon-sur-Saône, les chroniques lui donnent le titre d’abbé mais préciser le lieu de son abbatia. Au cours de cette mission il séjourna quelques jours à l’Abbaye Saint-Jean-de-Réome (aujourd'hui Moutiers-Saint-Jean) dans le diocèse de Langres. Là encore, à la demande des moines qui le recevaient, il écrivit une hagiographie de leur patron.

## Œuvres
Jonas composa encore les biographies des abbés Attala et Bertolphe de Bobbio, d’Eustache de Luxeuil, et de l’abbesse Fare d’Évoriac. Bède le vénérable a compilé ces vies dans son Histoire Ecclésiastique, et Flodoard a mis la vie de Saint Colomban en hexamètres latins. Sa « Vie de Sainte Fare » est surtout un récit des miracles accomplis par cette abbesse à Évoriac, mais l'art de Jonas réussit à ménager quelques précieux indices historiques sur la vie de l'époque.
Hormis la Vie de Vaast, les œuvres de Jonas ont été publiées dans la Patrologie Latine LXXXVII, 1011–88 ; une édition améliorée a été donnée par Krusch, Monumenta Germaniae Historica, vol. III, Hanovre, coll. « Script. Rer. Mer. », 1896 et 1902, p. 406-13, 505-17; vol. IV, p. 61-152. L'édition la plus récente est celle de M. Tosi (avec une traduction italienne par E. Cremona et M. Paramidani), Plaisance, 1965.